# Mike Sorber
Michael Steven Sorber (San Luis, Misuri, Estados Unidos; 14 de mayo de 1971) es un exfutbolista y entrenador estadounidense. Es el actual director deportivo de Los Angeles FC de la MLS.
Como futbolista se desempeñó en la posición de centrocampista y pasó su carrera en clubes de México y los Estados Unidos. Fue internacional absoluto por la selección de Estados Unidos entre los años 1992 y 1998, con la que jugó un total de 67 partidos y disputó la Copa Mundial de 1994.

## Trayectoria

### Como futbolista
Comenzó a jugar al fútbol desde niño, guiado por su padre Peter Sorber quien era entrenador del equipo de fútbol del Colegio Community College de San Luis, su ciudad natal.
Jugó al soccer universitario en el equipo de fútbol masculino de la Universidad de San Luis. Llegó a las semifinales del torneo de la NCAA en 1991 y jugó la final del Hermann Trophy de 1992. Dejó de jugar al fútbol para su universidad en 1992, pero siguió sus estudios hasta su graduación de bachiller en letras en 1994.

#### UNAM
Ya como seleccionado estadounidense, y con el Mundial de 1994 como experiencia, Sorber fichó por el UNAM de la Primera División de México, donde jugó durante dos temporadas.

#### Major League Soccer
En 1996 firmó contrato con un equipo de la recién fundada Major League Soccer. Sorber fue parte de los Kanzas City Wiz, donde solo jugó un año para luego ser intercambiado al MetroStars por Damian Silvera en febrero de 1997.
Estuvo tres temporadas en los MetroStars, donde solo consiguió llegar a los play offs en 1998. Fue adquirido por New England Revolution, aunque durante la pretemporada del año 2000 fue intercambiado al Chicago Fire por la selección de la cuarta ronda del SuperDraft de la MLS 2001.
Chicago Fire fue su último club, ese año logró ganar la división central de la MLS y alcanzar la final de la Copa MLS 2000.

### Selección nacional
Sorber debutó con la selección de Estados Unidos el 25 de enero de 1992 contra la selección de la Comunidad de Estados Independientes.
Formó parte del plantel que jugó el Mundial de Fútbol de 1994 en su país, donde lograron alcanzar los octavos de final. Su último encuentro internacional fue un amistoso contra Paraguay en 1998.

#### Participaciones en la Copa Mundial
| Copa                           | Sede           | Resultado        |
| ------------------------------ | -------------- | ---------------- |
| Copa Mundial de Fútbol de 1994 | Estados Unidos | Octavos de final |

#### Participaciones en la Copa América
| Copa              | Sede    | Resultado    |
| ----------------- | ------- | ------------ |
| Copa América 1993 | Ecuador | Primera fase |
| Copa América 1995 | Uruguay | Cuarto lugar |

#### Participaciones en la Copa de Oro
| Copa                            | Sede           | Resultado    |
| ------------------------------- | -------------- | ------------ |
| Copa de Oro de la Concacaf 1996 | Estados Unidos | Tercer lugar |

### Como entrenador
Tras su retiro, en el año 2001 regresó a su alma mater, la Universidad de San Luis, y fue entrenador asistente del equipo de soccer.
En mayo de 2007 fue nombrado entrenador asistente de la selección de Estados Unidos bajo la dirección técnica de Bob Bradley, cargo que ocupó hasta el año 2011.
El 5 de octubre de 2011, el nuevo equipo de expansión de la MLS el Montreal Impact anunció la contratación de Sorber como su entrenador asistente. Trabajó en Montreal hasta el despido del primer entrenador, Jesse Marsch al término de la temporada 2012.
Su último club como entrenador fue el Philadelphia Union, donde trabajo desde 2014 a 2017.

## Clubes

### Como jugador
| Club                                | País           | Año       |
| ----------------------------------- | -------------- | --------- |
| Saint Louis Billikens (Universidad) | Estados Unidos | 1989-1992 |
| UNAM                                | México         | 1994-1996 |
| Kansas City Wizards                 | Estados Unidos | 1996      |
| MetroStars                          | Estados Unidos | 1997-1999 |
| Chicago Fire                        | Estados Unidos | 2000      |

### Como entrenador asistente
| Club                                | País           | Año       |
| ----------------------------------- | -------------- | --------- |
| Saint Louis Billikens (Universidad) | Estados Unidos | 2001-2006 |
| Selección de Estados Unidos         | Estados Unidos | 2007-2011 |
| Montreal Impact                     | Canadá         | 2012      |
| Selección de Estados Unidos         | Estados Unidos | 2013      |
| Philadelphia Union                  | Estados Unidos | 2014-2017 |
| Los Angeles Football Club           | Estados Unidos | 2017-2021 |
| Toronto Football Club               | Canadá         | 2022-2023 |
| Stabaek                             | Noruega        | 2023-     |